# لیته (جزیره)
لیته (انگلیسی: Leyte) یک جزیره در بخش ویسایا در کشور فیلیپین است.
این جزیره به دو استان لیته و لیته جنوبی تقسیم می‌شود.بزرگ‌ترین شهر این جزیره تاکلوبان نام دارد.
این جزیره امروزه بیشتر به‌دلیل تاسیسات الکتریسیته زمین‌گرمایی نزدیک شهر اورموک شهرت دارد.